# Ventrata
Infra-embranchement
Les Ventrata sont un infra-embranchement de Ciliés du sous-embranchement des Intramacronucleata.

## Description
Selon la diagnose de Thomas Cavalier-Smith (2004), ces ciliés possèdent ancestralement un cytopharynx ventral.

## Systématique
Ce taxon a été décrit en 2004 par le taxinomiste britannique Thomas Cavalier-Smith.

## Liste des classes
Selon le World Register of Marine Species (22 décembre 2023) :
- Colpodea
- Nassophorea
- Oligohymenophorea
- Phyllopharyngea
- Plagiopylea
- Prostomatea

## Publication originale
- (en) T Cavalier-Smith, chap. 4 « Chromalveolate Diversity and Cell Megaevolution: Interplay of Membranes, Genomes and Cytoskeleton », dans Organelles, Genomes and Eukaryote Phylogeny. The Systematics Association Special Volume Series 68, R.P. Hirt & D.S. Horner, 2004 (lire en ligne ), p. 90